# Oma is gek!
Oma is gek! is een Nederlandse korte kinderfilm die op 16 oktober 2011 in première is gegaan op het Cinekid festival in Amsterdam.  
Het scenario is geschreven door Glynis Terborg en de regisseur is Simone van Dusseldorp. Oma is Gek! is een coproductie van Talent United met de EO en werd geproduceerd in het kader van Kind en Kleur VI met steun van het Mediafonds. De hoofdrollen worden vertolkt door Jetty Mathurin en Dianyrha Goedhart.
De korte kinderfilm Oma is Gek! is genomineerd voor de Prix de Jeunesse in de categorie fiction (tot 6 jaar). In juni zal bekend worden gemaakt wie de winnaar is van deze prestigieuze prijs voor kindertelevisie.

## Het verhaal
Saada, een meisje van 7 jaar, krijgt te maken met dementie van haar oma, die hierdoor niet altijd zichzelf is. De film laat het verschijnsel dementie zien door kinderogen. 